# Liste der Botschafter der Vereinigten Staaten in Brasilien

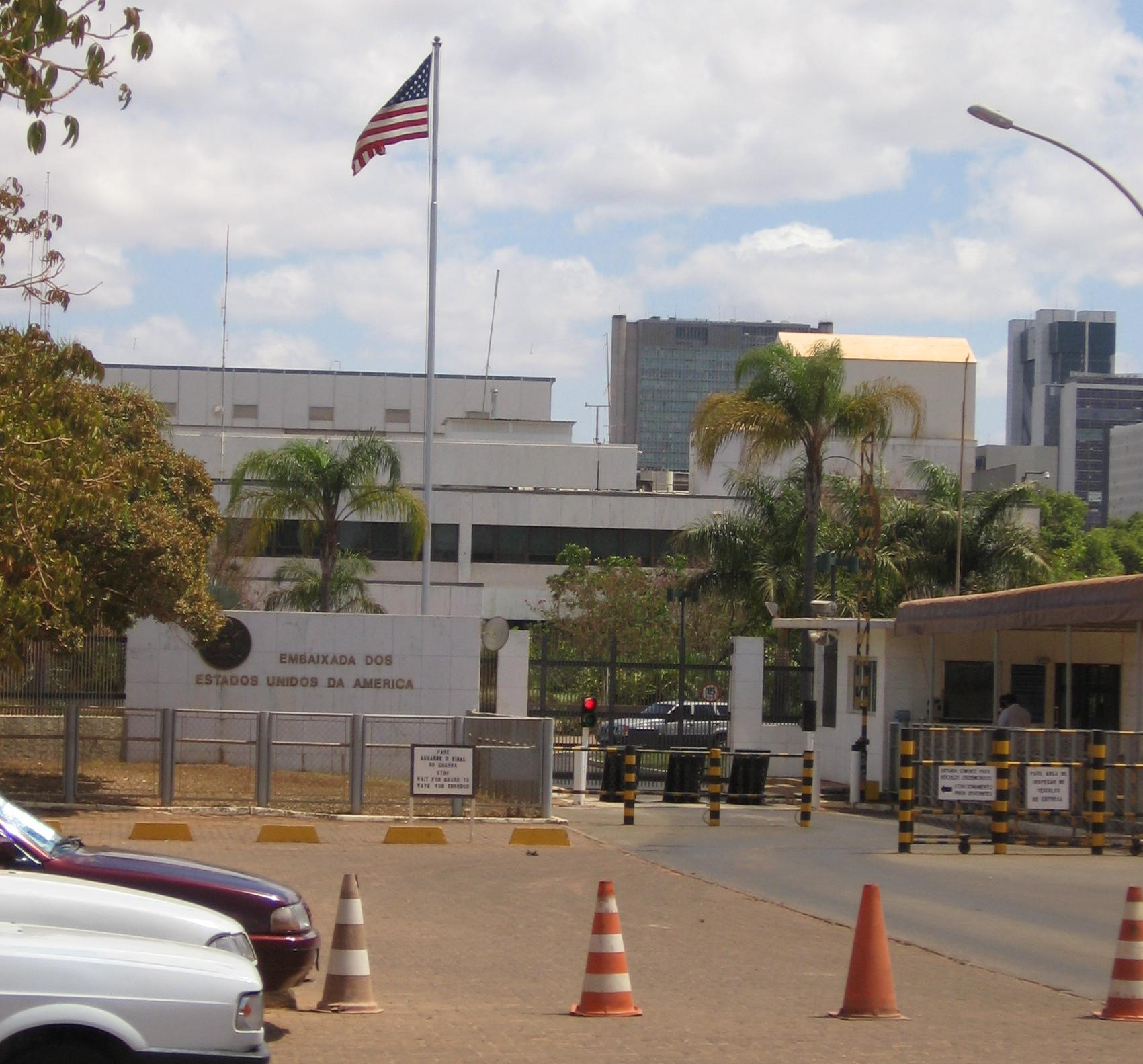
Die Botschaft befindet sich in der Avenida das Nações, Setor de Embaixadas Sul, in Brasília.

Die Liste der Botschafter der Vereinigten Staaten in Brasilien stellt die diplomatischen Beziehungen zwischen den USA und  Brasilien seit dem 19. Jahrhundert dar. Interimistischer geschäftstragender US-Botschafter in Brasilien ist seit 3. November 2018 William W. Popp.
| Ernannt / Akkreditiert | Name                       | Bemerkungen                                                     | ernannt von           | akkreditiert bei                     | Posten verlassen |
| ---------------------- | -------------------------- | --------------------------------------------------------------- | --------------------- | ------------------------------------ | ---------------- |
| 29. Okt. 1825          | Condy Raguet               | Geschäftsträger Condy Raguet                                    | John Quincy Adams     | Peter I.                             | 16. Apr. 1827    |
| 25. Juni 1828          | William Tudor              | Geschäftsträger im Amt verstorben                               | John Quincy Adams     | Peter I.                             | 9. März 1830     |
| 18. Feb. 1831          | Ethan Allen Brown          | Geschäftsträger                                                 | Andrew Jackson        | Peter I.                             | 11. Apr. 1834    |
| 7. Jan. 1835           | William Hunter             | Geschäftsträger                                                 | Andrew Jackson        | Peter II.                            | 1. Jan. 1842     |
| 1. Jan. 1842           | William Hunter             |                                                                 | John Tyler            | Peter II.                            | 9. Dez. 1843     |
| 11. Dez. 1843          | George H. Proffit          |                                                                 | John Tyler            | Peter II.                            | 10. Aug. 1844    |
| 10. Aug. 1844          | Henry A. Wise              |                                                                 | John Tyler            | Peter II.                            | 28. Aug. 1847    |
| 28. Aug. 1847          | David Tod                  |                                                                 | James K. Polk         | Peter II.                            | 9. Aug. 1851     |
| 9. Aug. 1851           | Robert Cumming Schenck     |                                                                 | Millard Fillmore      | Peter II.                            | 8. Okt. 1853     |
| 8. Okt. 1853           | William Trousdale          |                                                                 | Franklin Pierce       | Peter II.                            | 5. Dez. 1857     |
| 5. Dez. 1857           | Richard Kidder Meade       |                                                                 | James Buchanan        | Peter II.                            | 9. Juli 1861     |
| 21. Okt. 1861          | James Watson Webb          | James Watson Webb                                               | Abraham Lincoln       | Peter II.                            | 26. Mai 1869     |
| 1869                   | James Monroe               | Geschäftsträger                                                 | Ulysses S. Grant      | Peter II.                            | 1869             |
| 28. Aug. 1869          | Henry Taylor Blow          |                                                                 | Ulysses S. Grant      | Peter II.                            | 6. Nov. 1870     |
| 31. Juli 1871          | James Rudolph Partridge    | (1823–1884)                                                     | Ulysses S. Grant      | Peter II.                            | 11. Juni 1877    |
| 23. Okt. 1877          | Henry Washington Hilliard  |                                                                 | Rutherford B. Hayes   | Peter II.                            | 15. Juni 1881    |
| 17. Dez. 1881          | Thomas A. Osborn           |                                                                 | James A. Garfield     | Peter II.                            | 11. Juli 1885    |
| 11. Juli 1885          | Thomas Jordan Jarvis       |                                                                 | Grover Cleveland      | Peter II.                            | 19. Nov. 1888    |
| 20. Juli 1889          | Robert Adams junior        |                                                                 | Benjamin Harrison     | Manuel Deodoro da Fonseca            | 1. März 1890     |
| 19. Dez. 1890          | Edwin H. Conger            |                                                                 | Benjamin Harrison     | Manuel Deodoro da Fonseca            | 9. Sep. 1893     |
| 9. Okt. 1893           | Thomas Larkin Thompson     |                                                                 | Grover Cleveland      | Floriano Peixoto                     | 17. Juli 1897    |
| 9. Aug. 1897           | Edwin H. Conger            |                                                                 | William McKinley      | Prudente de Morais                   | 6. Feb. 1898     |
| 11. Apr. 1898          | Charles Page Bryan         |                                                                 | William McKinley      | Manuel Ferraz de Campos Sales        | 3. Dez. 1902     |
| 1. Apr. 1903           | David Eugene Thompson      | 16. März 1905 wurde die Gesandtschaft zur Botschaft aufgewertet | Theodore Roosevelt    | Francisco de Paula Rodrigues Alves   | 3. Nov. 1905     |
| 6. Juni 1906           | Lloyd C. Griscom           |                                                                 | Theodore Roosevelt    | Afonso Augusto Moreira Pena          | 2. Jan. 1907     |
| 1. Apr. 1907           | Irving Bedell Dudley       |                                                                 | Theodore Roosevelt    | Afonso Augusto Moreira Pena          | 16. Sep. 1911    |
| 4. Juni 1912           | Edwin Vernon Morgan        |                                                                 | William Howard Taft   | Hermes Rodrigues da Fonseca          | 23. Aug. 1933    |
| 23. Aug. 1933          | Hugh S. Gibson             |                                                                 | Franklin D. Roosevelt | Getúlio Vargas                       | 3. Dez. 1936     |
| 17. Aug. 1937          | Jefferson Caffery          |                                                                 | Franklin D. Roosevelt | Getúlio Vargas                       | 17. Sep. 1944    |
| 30. Jan. 1945          | Adolf Augustus Berle       |                                                                 | Franklin D. Roosevelt | José Linhares                        | 27. Feb. 1946    |
| 13. Juni 1946          | William D. Pawley          |                                                                 | Harry S. Truman       | Eurico Gaspar Dutra                  | 26. März 1948    |
| 22. Juli 1948          | Herschel Johnson           |                                                                 | Harry S. Truman       | Eurico Gaspar Dutra                  | 27. Mai 1953     |
| 18. Aug. 1953          | James Scott Kemper         | (* 1886; † 1981)                                                | Dwight D. Eisenhower  | Getúlio Vargas                       | 26. Jan. 1955    |
| 11. März 1955          | James Clement Dunn         | James Clement Dunn                                              | Dwight D. Eisenhower  | Nereu Ramos                          | 4. Juli 1956     |
| 24. Juli 1956          | Ellis Ormsbee Briggs       | (1899–1976)                                                     | Dwight D. Eisenhower  | Juscelino Kubitschek                 | 29. Apr. 1959    |
| 29. Apr. 1959          | Clare Boothe Luce          |                                                                 | Dwight D. Eisenhower  | Juscelino Kubitschek                 | 1. Mai 1959      |
| 22. Juli 1959          | John Moors Cabot           |                                                                 | Dwight D. Eisenhower  | Juscelino Kubitschek                 | 17. Aug. 1961    |
| 19. Okt. 1961          | Lincoln Gordon             | Lincoln Gordon                                                  | John F. Kennedy       | Jânio Quadros                        | 25. Feb. 1966    |
| 30. Juni 1966          | John W. Tuthill            | John W. Tuthill                                                 | Lyndon B. Johnson     | Humberto Castelo Branco              | 9. Jan. 1969     |
| 14. Juli 1969          | Charles Burke Elbrick      |                                                                 | Richard Nixon         | Emílio Garrastazu Médici             | 7. Mai 1970      |
| 16. Nov. 1970          | William M. Rountree        |                                                                 | Richard Nixon         | Emílio Garrastazu Médici             | 30. Mai 1973     |
| 13. Aug. 1973          | John Hugh Crimmins         |                                                                 | Richard Nixon         | Emílio Garrastazu Médici             | 25. Feb. 1978    |
| 8. Juni 1978           | Robert M. Sayre            | (* 18. August 1924 in Hillsboro)                                | Jimmy Carter          | Ernesto Geisel                       | 19. Sep. 1981    |
| 6. Okt. 1981           | Langhorne A. Motley        | (* 5. Juni 1938 in Rio de Janeiro)                              | Ronald Reagan         | João Baptista de Oliveira Figueiredo | 6. Juli 1983     |
| 20. Dez. 1983          | Diego C. Asencio           |                                                                 | Ronald Reagan         | João Baptista de Oliveira Figueiredo | 28. Feb. 1986    |
| 5. Aug. 1986           | Harry W. Shlaudeman        |                                                                 | Ronald Reagan         | José Sarney                          | 14. Mai 1989     |
| 12. Dez. 1989          | Richard Huntington Melton  |                                                                 | George H. W. Bush     | José Sarney                          | 16. Dez. 1993    |
| 1. Juni 1994           | Melvyn Levitsky            |                                                                 | Bill Clinton          | Itamar Franco                        | 17. Juni 1998    |
| 8. Feb. 2000           | Anthony Stephen Harrington |                                                                 | Bill Clinton          | Fernando Henrique Cardoso            | 28. Feb. 2001    |
| 1. Feb. 2001           | Cristobal Roberto Orozco   | Geschäftsträger (* 1944)                                        | George W. Bush        | Fernando Henrique Cardoso            | 2. Apr. 2014     |
| 23. Apr. 2002          | Donna Hrinak               |                                                                 | George W. Bush        | Fernando Henrique Cardoso            | 26. Juni 2004    |
| 2. Sep. 2004           | John Danilovich            | John Danilovich                                                 | George W. Bush        | Luiz Inácio Lula da Silva            | 7. Nov. 2005     |
| Nov. 2005              | Philip T. Chicola          | Geschäftsträger (* 1946)                                        | George W. Bush        | Luiz Inácio Lula da Silva            | 1. Nov. 2006     |
| 7. Nov. 2006           | Clifford Sobel             | Clifford Sobel                                                  | George W. Bush        | Luiz Inácio Lula da Silva            | 1. Aug. 2009     |
| 24. Dez. 2009          | Thomas A. Shannon          | Thomas A. Shannon                                               | Barack Obama          | Luiz Inácio Lula da Silva            | 1. Sep. 2013     |
| 12. Sep. 2013          | Liliana Ayalde             | Liliana Ayalde                                                  | Barack Obama          | Dilma Rousseff                       | 11. Jan. 2017    |
| 11. Jan. 2017          | P. Michael McKinley        | P. Michael McKinley                                             | Barack Obama          | Michel Temer                         |                  |
| 3. Nov. 2018           | William W. Popp            | Geschäftsträger (Chargé d’Affaires, ad interim)                 | Donald Trump          | Jair Bolsonaro                       | 30. März 2020    |
| 30. März 2020          | Todd C. Chapman            | Todd C. Chapman                                                 | Donald Trump          | Jair Bolsonaro                       | 21. Juli 2021    |
| 23. Juli 2021          | Douglas Koneff             | Geschäftsträger (Chargé d’Affaires, ad interim)                 | Joe Biden             | Jair Bolsonaro                       |                  |